# Don't You Worry 'bout a Thing
Singles de Stevie Wonder
Living for the City
(1973) He's Misstra Know-It-All
(1974)
Don't You Worry 'bout a Thing est une chanson de l'auteur-compositeur-interprète Stevie Wonder diffusée sur son sixième album studio Innervisions dont elle est extraite en tant que 3e single. Elle atteint le top 20 du Billboard Hot 100 et la 2e position du R&B Singles.
La reprise du groupe anglais Incognito en 1992 connait le succès en Europe, obtenant entre autres un top 20 au Royaume-Uni et une 6e place au classement national néerlandais.

## Version de Stevie Wonder
La mélodie d'introduction est un extrait de Song for My Father de Horace Silver, sur laquelle Stevie Wonder entame un dialogue avec une femme, lui proposant de profiter de tous les aspects positifs de la vie car il sera toujours à ses côtés, insistant en espagnol avec la phrase "Todo 'stá bien chévere" (littéralement, "Tout est cool").
La chanson transmet un message optimiste, proposant de tirer le positif de toute situation. En novembre 2016 sur le plateau de The Late Show with Stephen Colbert, Wonder interprète la chanson à la demande de Colbert afin 'd'apaiser les peurs des électeurs républicains'.
Le single sort en mars 1974 chez Tamla (réf. T 54245 F). En face B, le titre Blame it on the Sun, paru sur son album précédent Talking Book, est coécrit par Wonder et Syreeta Wright.

### Classements
| Classement (1974)                   | Meilleure position |
| ----------------------------------- | ------------------ |
| États-Unis (Billboard Hot 100)      | 16                 |
| États-Unis (Hot R&B/Hip-Hop Songs)  | 2                  |
| États-Unis (Hot Adult Contemporary) | 9                  |
| États-Unis (Cash Box Top 100)       | 10                 |
| Royaume-Uni (UK Singles Chart)      | 55                 |
| Canada (RPM Top 100)                | 13                 |
| Pays-Bas (Single Top 100)           | 19                 |
| Pays-Bas (Nederlandse Top 40)       | 22                 |

| Classement annuel (1974)        | Meilleure position |
| ------------------------------- | ------------------ |
| États-Unis (Billboard Year-End) | 88                 |
| Canada (RPM Year-End)           | 134                |

### Accueil
Pour la sortie de la compilation Stevie Wonder: 20 Essential Songs, Chris Harvey (The Daily Telegraph) dit: "avec une intro au style latino et street jive, [...] et ses chœurs entrainants, Don't You Worry 'bout a Thing trouve naturellement sa place dans les œuvres jouissives que le prodige à maintenant l'habitude de produire. Issu de son album Innervisions en 1973 à une période où Wonder expérimentait les sons du synthétiseur avec le producteur Robert Margouleff, c'est une chanson 'retour aux sources' (bien que Wonder y joue de la basse Moog) reposant sur l'entrelacement du piano, des percussions et du chant. Un titre qui sent bon l'été".
Pour Billboard, la chanson est une "ballade efficace avec des arrangements mélodieux".
Pour Cash Box, il s'agit "d'un disque intéressant aux saveurs latines [associées à] une voix douce parfaitement mise en avant par le piano de Stevie et de magnifiques percussions".
Pour Record World, "une plaisanterie en espagnol introduit une chanson au rythme latin" dans laquelle "[Wonder] joue une variation de You Are The Sunshine of My Life".

## Reprises

### Version d'Incognito
Singles de Incognito
Always There (en)
(1991) Change
(1992)
En 1992, le groupe d'acid jazz Incognito reprend la chanson sur leur troisième album Tribes, Vibes and Scribes, accompagné de Maysa Leak au chant.
Le clip vidéo met en scène le groupe dans les rues de Londres au volant d'une Triumph Herald 13/60 convertible bleue.
Le single sort chez Talkin' Loud le 25 mai 1992. Il contient différentes versions de la reprise ainsi que le titre Colibri, coécrit par Jean-Paul Maunick et Richard Bull, également producteurs du single.

#### Liste des pistes
| 1. | Don't You Worry 'bout a Thing (LP Version)                                   | 5:17 |
| 2. | Colibri (Remix)                                                              | 5:39 |
| 3. | Don't You Worry 'bout a Thing (Frankie Foncett Mix)                          | 6:38 |
| 4. | Don't You Worry 'bout a Thing (Frankie Foncett Underground Instrumental Mix) | 5:35 |

| 1. | Don't You Worry 'bout a Thing (Edit)                | 4:09 |
| 2. | Don't You Worry 'bout a Thing (LP Version)          | 5:18 |
| 3. | Colibri (Remix)                                     | 5:40 |
| 4. | Don't You Worry 'bout a Thing (Frankie Foncett Mix) | 6:40 |

#### Classements
| Classement (1992)                                | Meilleure position |
| ------------------------------------------------ | ------------------ |
| Allemagne                                        | 46                 |
| Europe (European Hot 100 Singles)                | 59                 |
| Suède                                            | 40                 |
| Europe (European Dance Radio Chart (en))         | 6                  |
| Royaume-Uni (UK Singles Chart)                   | 19                 |
| Royaume-Uni (Music Week Top 60 Dance)            | 5                  |
| Belgique (Ultratop 50 (Belgique néerlandophone)) | 30                 |
| Pays-Bas (Single Top 100)                        | 6                  |
| Pays-Bas (Nederlandse Top 40)                    | 6                  |

#### Accueil
Sur AllMusic, Paula Edelstein décrit la chanson comme une excellente reprise. David Jeffries l'appelle une reprise "effervescente".
Andy Beevers (Music Week) la voit comme une piste "jazz funk commerciale aux accents latins".
Sam Wood (The Philadelphia Inquirer) la considère comme une "killer version", "brillante", "[accompagnée de] Miami Horns (en) et de la sublime voix de Maysa Leak".

### Autres versions
Informations issues de SecondHand Songs, sauf mention contraire.
La chanson compte plus d'une centaine de reprises, dont :
- The Main Ingredient, sur Euphrates River (1974)
- Sergio Mendes, sur Vintage 74 (1974)
- Hank Crawford, sur Don't You Worry 'Bout a Thing (1974)
- Hugo Montenegro, sur Hugo in Wonder-Land (1974)
- Rune Gustafsson, sur Rune Gustafsson Plays Stevie Wonder (1975)
- Anita Kerr, sur Anita Kerr Performs Wonders (1979)
- Cal Tjader et Carmen McRae, sur Heat Wave (1982)
- A Certain Ratio, en face B du single I Need Someone Tonite (1983)
- Stanley Turrentine, sur Wonderland - Stanley Turrentine Plays the Music of Stevie Wonder (1987)
- Trijntje Oosterhuis sur For Once in My Life (1999)
- John Legend, sur la bande originale de Hitch, expert en séduction (2005)

### Adaptations en langue étrangère
| Année | Langue  | Titre                            | Adaptation         | Interprète(s)              |
| ----- | ------- | -------------------------------- | ------------------ | -------------------------- |
| 1974  | Finnois | Sä et suurennella saa            | Sauvo Puhtila (fi) | Paula Koivuniemi           |
| 1975  | Suédois | Jag kan stå för var pryl jag gör | Marie Bergman      | Lill Babs, Janne Landegren |
| 1977  | Tagalog | Darating Sa Buhay N'yo           | Willy Cruz (nl)    | Hajji Alejandro            |

## Utilisation dans les médias
Sauf indication contraire, les informations mentionnées dans cette section peuvent être confirmées par la base de données cinématographiques IMDb,  présente dans la section « Liens externes ».
- Dans Mijn nachten met Susan, Olga, Julie, Piet en Sandra (en) de Pim de la Parra (1975)
- Dans À tombeau ouvert de Martin Scorsese (1999)
- Dans Mister G. de Stephen Herek (1999)
- Dans Hitch, expert en séduction de Andy Tennant (2005), interprété par John Legend,
- Dans The Darwin Awards de Finn Taylor (en) (2006)
- Dans Le retour de Roscoe Jenkins de Malcolm D. Lee (2008)
- Dans Happiness Therapy de David O. Russell (2012)
- Dans Tous en Scène de Garth Jennings (2016), interprétée par Tori Kelly[32],
- Dans la série Coronation Street (épisode 9113, en 2017)
- Dans la série Scandal (saison 4 épisode 9 et 10, saison 5 épisode 14, en 2018 et 2019)